# Лайв ейд
Лайв ейд (на английски: Live Aid) е мащабен благотворителен рок и поп концерт за набиране на средства за борба с глада в Етиопия, проведен на 13 юли 1985 г. Събитието е организирано от известните музиканти Боб Гелдоф (от Р. Ирландия) и Мидж Ур (от Шотландия). Провеждат се концерти едновременно на стадион „Уембли“, Лондон (посетен от 82 000 души) и стадион „Джон Ф. Кенеди“, Филаделфия (посетен от 99 000 души). Концертът е сред най-мащабно отразяваните някога събития. Той е предаван пряко от телевизиите на 150 страни, излъчващи за 1,9 милиарда зрители.

## Предистория
В началото на 1980-те години продължителна суша, гражданска война и неуспешни опити на правителството да контролира пазара на зърно в Етиопия водят до масов глад и опасност за живота за стотици хиляди етиопци. Показването на страданията им чрез кадри по телевизията дава тласък на първите масови движения по света за слагане на край на гладуването. След като вижда такъв репортаж през 1984 г. Гелдоф написва текста на песента „Do They Know It’s Christmas?“, Ур пише музиката, а някои от най-големите британски изпълнители (наричани и „супергрупа Band Aid“) са привлечени в изпълнението ѝ. Сингълът е записан през ноември 1984, продава над 3 милиона броя под името „Band Aid“ и вдъхновява следващи подобни проекти. Най-забележителен сред тях е инициираният от Куинси Джоунс „USA for Africa“, част от който е песента „We Are the World“, записана през 1985. Успехът на „Band Aid“ и „USA for Africa“ дава увереност на Гелдоф и Ур да организират благотворителен концерт, наречен „глобален джукбокс“ (на английски: global jukebox), като съберат изпълнители за маратонски 16-часов концерт на живо .

## Организация
За по-малко от месец подготвителна работа Гелдоф привлича за участие впечатляващ списък от изпълнители. За концерта се събират отново групите Ху, Блек Сабат и Кросби, Стилс, Неш & Йънг. Освен това, членове на Лед Цепелин се събират отново във Филаделфия, попълнени с участието на Фил Колинс на барабаните. Колинс, който е взел участие на Уембли по-рано през деня, прекосява Атлантическия океан с Конкорд и е единственият, появил се на двете сцени на концерта.
Две от забележителните изпълнения на Уембли са на рок-гигантите U2 и Куийн. U2 посвещават 12 минути от времето на своя химн „Bad“ като Боно контактува директно с публиката през голяма част от изпълнението си. Час и половина по-късно Фреди Меркюри и Куийн изпълняват набор от най-големите си хитове, демонстрирайки комбинация от превъзходен музикален диапазон, инструментално майсторство и забележително сценично присъствие. Финалните изпълнения на концерта са „Do They Know It’s Christmas?“ (в Лондон) и „We Are the World“ (във Филаделфия).

## Участници
- Status Quo
- Style Council
- Boomtown Rats
- Adam and the Ants
- INXS
- Ultravox
- Loudness
- Spandau Ballet
- Bernard Watson
- Joan Baez
- Elvis Costello
- The Hooters
- Opus
- Nik Kershaw
- The Four Tops
- Б. Б. Кинг
- Били Оушън
- Sade
- Блек Сабат
- Yu Rock Mission
- Run-DMC
- Стинг
- Фил Колинс
- Rick Springfield
- REO Speedwagon
- Howard Jones
- Avtograph
- Брайън Фери
- Crosby, Stills and Nash
- Udo Lindenberg
- Джудас Прийст
- Пол Йънг
- Alison Moyet
- Браян Адамс
- U2
- Бийч Бойс
- Dire Straits
- George Thorogood / Bo Diddley / Albert Collins
- Куийн
- Simple Minds
- Дейвид Бауи (с Thomas Dolby)
- The Pretenders
- The Who
- Карлос Сантана
- Pat Metheny
- Елтън Джон
- Wham!
- Ashford and Simpson
- Teddy Pendergrass
- Мадона
- Фреди Меркюри и Брайън Мей
- Пол Маккартни
- Band Aid
- Tom Petty
- Kenny Loggins
- The Cars
- Neil Young
- Power Station
- Thompson Twins
- Thompson Twins с Мадона
- Ерик Клептън
- Лед Цепелин с Фил Колинс
- Кросби, Стилс, Неш & Йън
- Дюран Дюран
- Клиф Ричард
- Patti LaBelle
- Hall & Oates / Eddie Kendricks / David Ruffin
- Мик Джагър
- Тина Търнър
- Боб Дилън
- Кийт Ричардс / Ron Wood
- USA for Africa

## Други прояви
Други музиканти и групи се присъединяват с концертни и студийни изпълнения същия ден, но по различно време. Сред тях са (хронологично):
- концерт Oz for Africa в Сидни, Австралия
- изпълнение в студио на групи и певци от Япония
- концерт Austria für Afrika във Виена, Австрия
- Би Би Кинг на фестивала North Sea Jazz Festival в Хага, Нидерландия
- концерт YU Rock Misija в Белград, Сърбия, Югославия
- концерт на групата „Автограф“ в Москва, Русия, СССР
- концерт Band für Afrika в Кьолн, Западна Германия
- изпълнение в студио на групата „Куул енд дъ Генг“ от САЩ
- Клиф Ричард в Лондон, Великобритания